# Adam Mars-Jones
Adam Mars-Jones (Londra, 26 ottobre 1954) è uno scrittore britannico.

## Biografia
Nato a Londra il 26 ottobre 1954 dal giudice William Loyd Mars-Jones e dall'avvocata Sheila Cobon, ha studiato all'Università di Cambridge dove ha conseguito un B.A. nel 1976 e un M.A. due anni dopo.
Ha esordito nella narrativa nel 1981 con la raccolta di racconti Lantern Lecture ottenendo l'anno successivo il Somerset Maugham Award.
Critico cinematografico per l'Independent dal 1986 al 1997 e per il Times dal 1998 al 2000, suoi contributi sono apparsi su periodici quali l'Observer e il Guardian.
Insegnante di scrittura creativa presso la Goldsmiths, University of London, nel 1997 è stato eletto membro della Royal Society of Literature.

## Opere

### Romanzi
- The Waters of Thirst (1993)
- Box Hill (2020), Milano, Orville Press, 2023 traduzione di Matteo Codignola ISBN 9791281123014.
- Batlava Lake (2021)

#### Serie John Cromer
- Vita e opinioni di John Cromer (Pilcrow, 2008), Torino, Einaudi, 2009 traduzione di Adelaide Cioni ISBN 978-88-06-19567-0.
- Cedilla (2011)
- Caret (2023)

### Raccolte di racconti
- Lantern Lecture (1981)
- Fabrications (1981)
- The Darker Proof con Edmund White (1987)
- Monopolies of Loss (1992)
- Hypo Vanilla (2007)

### Saggi
- Venus Envy (1990)
- Blind Bitter Happiness (1997)
- Noriko Smiling (2011)
- Kid Gloves (2015)
- Second Sight (2019)

## Premi e riconoscimenti

### Vincitore
Somerset Maugham Award
- 1982 con Lantern Lecture

Hatchet Job of the Year
- 2012 per la recensione di Al limite della notte di Michael Cunningham